# Archiv der Erinnerung
Das Archiv der Erinnerung ist ein Videoarchiv mit dem Inhalt Leben mit der Erinnerung. Überlebende des Holocaust erzählen. Dabei handelt es sich um eine Sammlung von Video-Interviews mit überlebenden Opfern der Konzentrationslager des Deutschen Reichs. Sie stammen aus vielen verschiedenen Ländern Europas. Die Interviews in der jeweiligen Originalsprache sind nicht übersetzt oder untertitelt, sondern transkribiert. Die Abschrift wurde ins Deutsche übersetzt. Zu jedem Transkript sind ausführliche Inhalts- und Themenverzeichnisse erstellt und ebenfalls veröffentlicht worden, die den Ablauf des Interviews genau wiedergeben. Zudem liegt zu jedem Video ein Lebenslauf des Interviewten und eine Kurzzusammenfassung vor. Die Aufnahmen entstanden seit den 1970er Jahren.
Die Sammlung entstand durch eine Kooperation des Moses Mendelssohn Zentrum für europäisch-jüdische Studien (Universität Potsdam), dem Fortunoff Video Archive for Holocaust Testimonies (Yale University, New Haven) und der Gedenkstätte Haus der Wannsee-Konferenz, (Berlin). Das Archiv wird durch die Stiftung Denkmal für die ermordeten Juden Europas im "Ort der Erinnerung" des Denkmals für die ermordeten Juden Europas der Öffentlichkeit zugänglich gemacht. Online wurde das Material via Orbis bzw. OCLC's Worldcat gestellt. Das Projekt ist ein Beitrag zur Oral History der Zeitgeschichte. Einige Jahre später wurde ein ähnlicher Ansatz vom Visual History Archive der Shoah Foundation Institute for Visual History and Education der University of Southern California (USC) ausgebaut.